# Agnes Tyboni
Agnes Charlotta Cecilia Tyboni, född Edberg 3 december 1893 i Västra Stenby Östergötland, död 25 april 1943 i Stockholm, var en svensk målare.
Hon var gift med bokförläggaren Karl Fritiof Tyboni. Hon studerade konst vid Wilhelmsons målarskola 1926–1928 och Otte Skölds målarskola 1928–1932 i Stockholm samt genom självstudier under flera studieresor till Paris 1937 och 1939 Paris. Hennes konst består av blomsterstilleben, porträtt, stadsbilder, landskapsbilder från Öland och Gotland samt slättlandskap och mariner från Frankrike. Separat ställde hon ut på Lilla utställningen 1922 och Ekströms konstgalleri 1935 samt Galerie Moderne i Stockholm 1940 och i Göteborg ställde hon ut separat på Wettergren & Kerholm 1940. Hon medverkade i Östgöta konstförenings utställningar i Motala och Linköping samt Sveriges allmänna konstförenings höstutställningar i Stockholm. En minnesutställning med hennes konst visades på Thurestams konstgalleri i Stockholm 1944. Tyboni finns representerad vid Nationalmuseum.